# Kyandoba
Kyandoba (ryska: Кендоба) är en ort i Azerbajdzjan.   Den ligger i distriktet Ağsu Rayonu, i den centrala delen av landet, 120 km väster om huvudstaden Baku. Kyandoba ligger 25 meter över havet och antalet invånare är 2 104.
Terrängen runt Kyandoba är platt, och sluttar söderut. Närmaste större samhälle är Aghsu, 18,7 km norr om Kyandoba.
Trakten runt Kyandoba består till största delen av jordbruksmark. Runt Kyandoba är det ganska tätbefolkat, med 60 invånare per kvadratkilometer.